# Lienardia
Lienardia is een geslacht van slakken uit de familie van de Clathurellidae. De wetenschappelijke naam is voor het eerst geldig gepubliceerd in 1884 door Félix Pierre Jousseaume. Hij droeg het geslacht op aan François Liénard de La Mivoye (1782-1862), die de weekdieren van Mauritius had bestudeerd.

## Soorten[1]
- Lienardia acrolineata Fedosov, 2011
- Lienardia armstrongi (G. Nevill & H. Nevill, 1875)
- Lienardia balteata (Pease, 1860)
- Lienardia biplicata (Melvill, 1906)
- Lienardia caelata (Garrett, 1873)
- Lienardia calathiscus (Melvill & Standen, 1896)
- Lienardia calcicincta (Melvill & Standen, 1895)
- Lienardia cardinalis (Reeve, 1845)
- Lienardia cincta (Dunker, 1871)
- Lienardia comideleuca (Melvill & Standen, 1903)
- Lienardia compta (Reeve, 1845)
- Lienardia corticea Hedley, 1922
- Lienardia cosmia Winckworth, 1940
- Lienardia crassicostata (Pease, 1860)
- Lienardia crebrilirata (E. A. Smith, 1884)
- Lienardia cremonilla (Melvill & Standen, 1895)
- Lienardia crosseanum (Hervier, 1896)
- Lienardia curculio (Nevill & Nevill, 1869)
- Lienardia disconicum (Hervier, 1896)
- Lienardia ecprepes Melvill, 1927
- Lienardia exilirata Rehder, 1980
- Lienardia exquisita (Nevill & Nevill, 1875)
- Lienardia fallaciosa Hedley, 1922
- Lienardia fallax (Nevill & Nevill, 1875)
- Lienardia falsaria Hedley, 1922
- Lienardia farsilis Hedley, 1922
- Lienardia fatima (Thiele, 1925)
- Lienardia fenestrata (Melvill, 1898)
- Lienardia fuscolineolata Kuroda & Oyama, 1971
- Lienardia gaidei (Hervier, 1896)
- Lienardia giliberti (Souverbie in Souverbie & Montrouzier, 1874)
- Lienardia goubini (Hervier, 1896)
- Lienardia gracilis Hedley, 1922
- Lienardia grandiradula Fedosov, 2011
- Lienardia gravelyi Winckworth, 1940
- Lienardia grayi (Reeve, 1845)
- Lienardia idiomorpha (Hervier, 1897)
- Lienardia immaculata (E. A. Smith, 1876)
- Lienardia innocens (Thiele, 1925)
- Lienardia koyamai Bozzetti, 2007
- Lienardia lischkeana (Pilsbry, 1904)
- Lienardia marchei Jousseaume, 1884
- Lienardia mighelsi Iredale & Tomlin, 1917
- Lienardia multicolor Fedosov, 2011
- Lienardia multinoda Hedley, 1922
- Lienardia nigrotincta (Montrouzier in Souverbie & Montrouzier, 1873)
- Lienardia obtusicostata (E. A. Smith, 1882)
- Lienardia ocellata Jousseaume, 1884
- Lienardia periscelina Hedley, 1922
- Lienardia peristernioides Schepman, 1913
- Lienardia perplexa (Nevill & Nevill, 1875)
- Lienardia planilabrum (Reeve, 1846)
- Lienardia pulchripictus (Melvill & Standen, 1901)
- Lienardia punctilla Hedley, 1922
- Lienardia purpurascens (Dunker, 1871)
- Lienardia purpurata (Souverbie, 1860)
- Lienardia ralla Hedley, 1922
- Lienardia rhodacme (Melvill & Standen, 1896)
- Lienardia roseangulata Fedosov, 2011
- Lienardia rosella Hedley, 1922
- Lienardia roseocincta (W. R. B. Oliver, 1915)
- Lienardia roseotincta (Montrouzier in Souverbie & Montrouzier, 1872)
- Lienardia rubicunda (Gould, 1860)
- Lienardia rubida (Hinds, 1843)
- Lienardia rugosa (Mighels, 1845)
- Lienardia semilineata (Garrett, 1873)
- Lienardia strombillum (Hervier, 1896)
- Lienardia tagaroae Fedosov, 2011
- Lienardia thalera (Melvill & Standen, 1896)
- Lienardia thyridota (Melvill & Standen, 1896)
- Lienardia totopotens Rosenberg & Stahlschmidt, 2011
- Lienardia tricolor (Brazier, 1876)
- Lienardia vadososinuata Nomura & Niino, 1940
- Lienardia vultuosa (Reeve, 1845)